# Alexandra Le
Alexandra Georgievna Le (em cazaque: Александра Георгиевна Ле; Almaty, 3 de maio de 2004) é uma atiradora esportiva cazaque.

## Carreira
Alexandra Le estuda na Universidade Nacional de Tecnologia do Cazaquistão. Em setembro de 2023, participou dos Jogos Asiáticos onde conquistou a medalha de bronze na carabina de ar 10m. Em outubro de 2023, no Campeonato Asiático de Tiro, ela conquistou a prata no tiro de 50 metros em três posições e o bronze no tiro de bruços de 50 metros na equipe feminina com Arina Altukhova e Elizaveta Bezrukova.
Nos Jogos Olímpicos de Verão de 2024, em Paris, conquistou a medalha de bronze na competição da carabina de ar 10 m misto por equipes, ao lado de Islam Satpayev.